# Wehmeyera acerina
Wehmeyera acerina är en svampart som först beskrevs av Lewis Edgar Wehmeyer, och fick sitt nu gällande namn av J. Reid & C. Booth 1989. Wehmeyera acerina ingår i släktet Wehmeyera, ordningen Diaporthales, klassen Sordariomycetes, divisionen sporsäcksvampar och riket svampar.   Inga underarter finns listade i Catalogue of Life.